# 温泉ポン引女中
『温泉ポン引女中』（おんせんぽんびきじょちゅう）は、1969年公開の日本映画。製作：東映京都撮影所、配給東映。R-18（成人映画）指定。
"東映温泉芸者シリーズ"第1弾、石井輝男監督による『温泉あんま芸者』に続く、石井の弟子・荒井美三雄監督によるシリーズ第2弾。"性愛路線"第7作。

## あらすじ
南紀・白浜温泉を舞台に、身体を張って生きるポン引き女中たちの姿を、笑いを交えエロっぽく描く。

## キャスト
- 川崎イク代：葵三津子
- 川崎美智子：橘ますみ
- 中根秀男：岡田眞澄
- 若月三郎：林真一郎
- 山之辺太一：南原宏治
- 花江：南風夕子
- 月子：三笠れい子
- 雪乃：武藤洋子
- 新子：片山由美子
- 峰子：木山佳
- あけみ：山口火奈子
- ミドリ：高木恵子
- 高橋徳造：三角八郎
- 高橋はる：沢淑子
- 相沢精一郎：安部徹
- 北山：矢奈木邦二郎
- 武田警部補：中村錦司
- 山口巡査：佐々五郎
- 市川：山本昌平
- 松浦：蓑和田良太
- 阿久津達夫：高橋昌也
- 速水：河崎操
- 吉野：土方巽
- 直美：奥田春美
- 奈々：黒田のり子
- 弓恵：山本ますみ
- 啓子：英美枝
- 照子：橘加代子
- 京子：司れい子
- みや子：松井みか
- あき：武智豊子
- 丸山：小瀬朗
- 部長：ユセフ・ホフマン
- 社員A：中田ダイマル
- 社員B：中田ラケット
- ブルーフィルム屋：毛利清二
- 客A：那須伸太朗
- 客B：宮谷春夫
- 温泉プールの客(出歯亀)：清水正二郎
- 運転手：島田秀雄
- 理事事：千利介
- 新聞記者：梶川武利
- ラストシーンの客：小池朝雄 - ノンクレジット（カメオ出演）

## スタッフ
- 監督：荒井美三雄
- 脚本：松本功・鳥居元宏
- 企画：岡田茂・天尾完次
- 撮影：吉田貞次
- 照明：北口光三郎
- 録音：荒川輝彦
- 美術：鈴木孝俊
- 音楽：八木正生
- 編集：神田忠男
- 助監督：清水彰
- 記録：塚越恵江
- 装置：谷内嘉造
- 装飾：宮川俊夫
- 美粧：久斗敏厚
- 結髪：横田三佳代
- 衣裳：豊中健
- 擬斗：土井淳之祐
- 進行主任：武久芳三
- 協力：南紀白浜温泉　ホテル・ニュー白浜
- 主題歌：「女ひとりのブルース」

　　　　作詞・作曲：八木正生　唄：津島波子(ＲＣＡレコード)

## 製作

### 企画
石井輝男の熱烈な信奉者ながら、1969年4月に東映京都撮影所で起きた助監督たちによる石井排斥運動で、助監督側に就かざるを得なかった荒井美三雄の立場をよく知る当時の東映企画本部長・岡田茂が、助監督たちの足並みを乱すために荒井を監督に昇進すべく、本作を企画。岡田の指示を受けた渡邊達人企画部長が、荒井と昵懇だった鳥居元宏に「荒井を一本立ちさせるからお前、脚本を書いてやれ。岡田さんが温泉芸者ものでいい」と言っていると指示した。こうして岡田は石井排斥騒動をうやむやの内にフェードアウトさせた。
石井輝男が1968年の『徳川女系図』を皮切りに1969年の『江戸川乱歩全集 恐怖奇形人間』まで、一年半の間にハイペースで東映京都撮影所で撮った9本のエログロ映画を今日"性愛路線" "異常性愛路線"と呼ぶことが多いが、本来は、岡田が1969年の東映新路線として"性愛もの"シリーズとして打ち出した本作を含む諸作品を指す（東映ポルノ#石井輝男エログロ映画）。1968年の暮れに岡田が発表した1969年"性愛もの"東映ラインナップは、『異常・残酷・虐待物語・元禄女系図』（『残酷・異常・虐待物語 元禄女系図』）『異常性愛記録 ハレンチ』『㊙女子大生・妊娠・中絶』（『㊙女子大生 妊娠中絶』）『㊙トルコ風呂・指先の魔術師』『婦人科秘聞・下半身相談』『温泉ポン引女中』『不良あねご伝』『やざぐれのお万』などだった。当時の映画誌に本作『温泉ポン引女中』を"性愛路線第七作"と紹介した記述が見られる。

### タイトル
「東映温泉芸者シリーズ」は全作品とも岡田企画で、タイトルも全て岡田の命名。岡田自身「タイトルがいいだろう」と自慢している。岡田は"東映温泉芸者シリーズ"に対して「今度はふんどし芸者に金魚すくいをさせい」とか、好んで口を挟み、「もっとエゲつなくしろ」と指示していたといわれたが、毎回、奇想天外な珍案奇案のアイデアを考えねばならず、脚本家にはしんどい仕事だった。本作の脚本・鳥居元宏も取材を重ねたが、現実は思ったよりおとなしく、期待したネタが集まらず、「もっとエゲつなくせんと、岡田さんを納得させられん」と筆も進まず困り果てた。すると岡田から、「本社に来い」と呼び出しがかかり「おい、できたか？ イメージだけでも話せ」といわれ、何のアイデアもない鳥居はヤケクソ半分で「スッ裸の女がバイクに乗って温泉街を走り回る...そんなイメージです!」と言ったら、岡田が「おっしゃ!それで行け!! タイトルは『温泉ポン引き女中』や!」と閃き、本作のタイトルが決まった。

### キャスティング
主演の葵三津子は掛札昌裕夫人で、同じ石井組が縁で結婚した。橘ますみ、片山由美子は石井映画の常連女優。東映ポルノ唯一の出演作と見られる岡田眞澄の出演経緯は不明。あけみ役の山口火奈子は、山口洋子がオーナーを務めていた銀座の著名クラブ「姫」のナンバーワン、月収100万円を稼ぐ元ホステスで、ホステスの収入はいいが、"実"だけではなく"名"も欲しいと元東映ニューフェイス・山口洋子ママの推薦により、映画界入りし本作で女優デビュー。白浜温泉に流れてきた東京のゴーゴー・ガールに扮し、全裸も披露し岡田眞澄を誘惑する役どころ。女優に志願した動機を「店に現れる有名女優が女優気取りでむしょうに腹が立つ。くだらない連中を見返したいから」と話した。この他、ノンクレジットで小池朝雄や胡桃沢耕史（清水正二郎）が出演。葵三津子は清水が「お風呂のシーンでお尻を触ってきて、怒ってもヘラヘラでふざけていた」と話している。棚下照生が清水の知り合いで、葵が棚下の飲み仲間だったことから、この年の衆議院選に清水が出馬した際、ウグイス嬢を一週間頼まれ「しみしょう、しみしょう、しみずしょうじろうでございます」と連呼したが清水は落選したという。

### 撮影
石井輝男の"異常性愛路線"の助監督を務めた荒井美三雄監督だけに、前半は弾まないが、後半は石井ですらやらなかった変態描写が暴走。暴力団が開催する野獣パーティでは女性を動物さながらに扱い、女体盛り、犬を股間に乗せる、風呂場での暗黒舞踏、大浴場にモーターボートを突っ込ませ女中を大虐殺するなどスプラッター描写を展開させる。暗黒舞踏のパートはノンクレジットの土方巽が協力し、当時の暗黒舞踏一党がユニット出演した。

## 興行
荒井監督の師匠・石井輝男監督の『やくざ刑罰史 私刑！』との同時上映だったが、当時赤字続きで、負債100億円を越え、いまにも潰れるのでないかとウワサされた日活の製作担当・堀雅彦常務が1969年の夏から、日活お家芸の"青春路線"を中止させ、「なんでもかんでも東映のマネをしろ」とプロデューサーに厳命し、題名から内容まで徹底的に東映作品のマネをした映画製作を決定した。当時東宝以外の松竹、日活、大映は東映のマネをしようと必死の努力を続けた。日活は"マネマネ路線""第二東映"と陰口をたたかれながら、『博徒無情』と『残酷おんな私刑』を本作『温泉ポン引女中』『やくざ刑罰史 私刑！』にぶつけた。お互い顰蹙を買う題名の映画で動員数を競ったが、日活は本家東映を退け興行合戦に勝利し、五社のトップに突如躍り出る異変を起こし映画界を驚かせた。

## 同時上映
- 『やくざ刑罰史 私刑！』
  - 監督：石井輝男
  - 主演：大友柳太朗